# Los Sims historias de la vida
Los Sims historias de la vida (título original: The Sims Life Stories) es un videojuego de simulación social lanzado oficialmente en España el 14 de febrero de 2007. Es la primera entrega de la serie Los Sims historias.

## Descripción
El juego permite seguir las aventuras y desventuras de Riley Harlow y Vincent Moore (en España y Latinoamérica Rita Arenas y Vicente Marquéz), dos personajes distintos, pero enamorados. Después de este punto de partida, se tiene que continuar jugando en una trama romántica, con puntos cómicos, dividida en 12 capítulos. 
Sus gráficos son similares a Los Sims 2, pero contiene menos objetos y menos posibilidades ya que es una saga distinta y las expansiones son inservibles. La novedad del juego es que es totalmente compatible en ordenadores portátiles, lo que hace una mayor comodidad para jugar en cualquier momento.

### Las historias
- La historia de Rita: Rita Arenas es una recién llegada a Cuatro Esquinas, el barrio donde vive su tía Cayetana. Pronto, su tía deberá abandonar su casa por unos asuntos personales por lo que Rita se queda sola. Pronto vendrán visitas y Rita se dará cuenta de que uno de sus sentimientos subirá a su corazón.
- La historia de Vicente: Vicente es un chico inteligente, interesado en la física astronómica. Al salir una noche con su amigo, descubre una vendedora en una cafetería por la que empieza a sentir cosquilleos.

También podremos disfrutar del modo libre en el cual podremos crear nuestro propio sim, tener una familia, casarnos y trabajar. En el modo libre tenemos la opción de modo construir con la cual podemos hacer una nueva habitación o un nuevo piso.